# تشاه أنجير (دهسرد)
تشاه أنجیر (بالفارسية: چاه انجیر) هي قرية تقع في إيران في قسم دهسرد الريفي.